# Ereshkigal

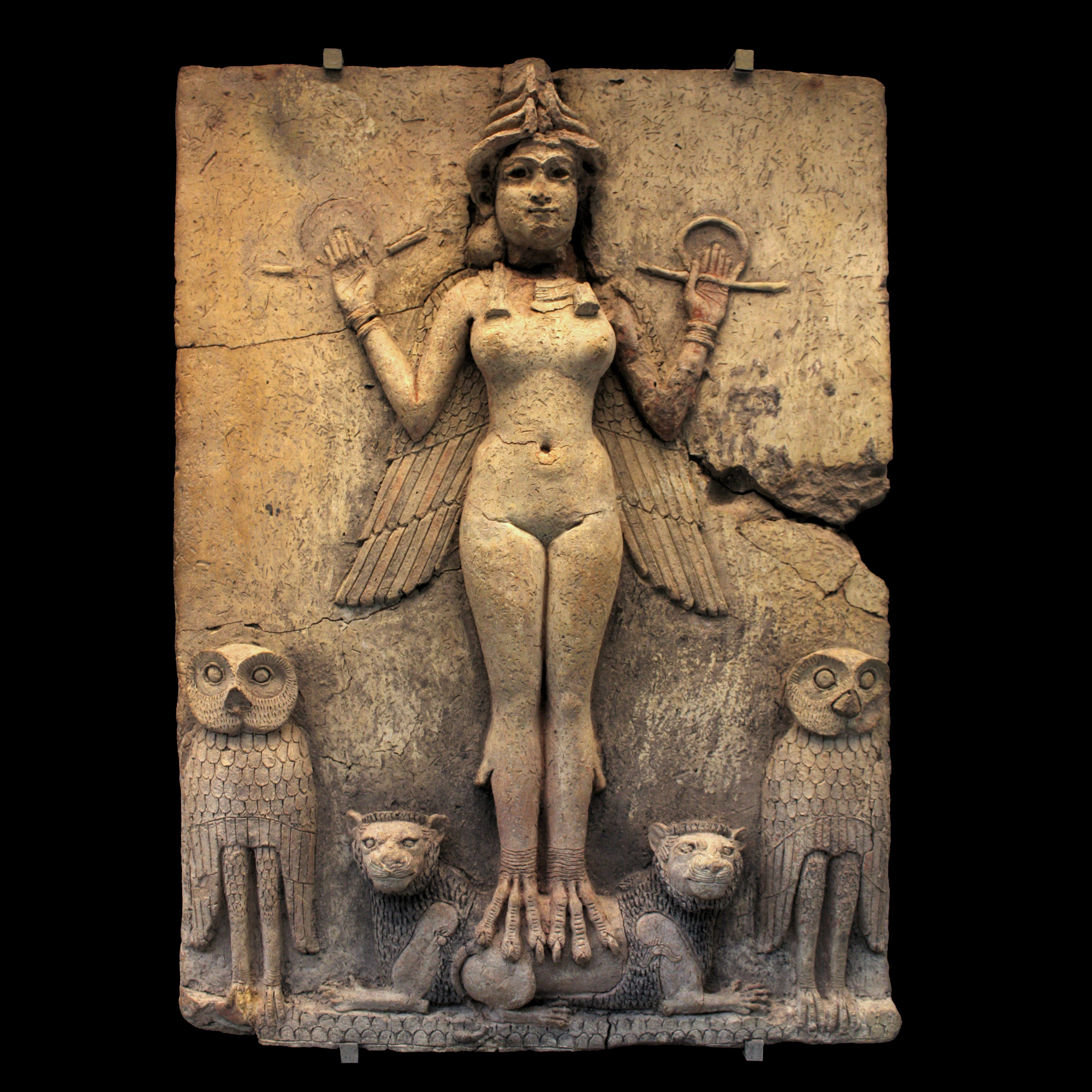
Nattens Drottning forntida Babylonisk gudinna, antingen Ereshkigal eller hennes syster Inanna. Gammalbabylonisk relief (Burneyreliefen), ca 1792 - 1750 f.Kr.

Ereshkigal (dereš-ki-gal) är dödsgudinnan och drottningen av underjorden, Irkalla, i mesopotamisk mytologi. Ereshkigals främsta helgedom var belägen i Kutha i Sumer.

## Familj
Ereshkigal är syster till Inanna (Ishtar) och därmed dotter till Ki och Anu. Hon är mor till gudinnan Nungal. Namtar, Ereshkigals budbärare, är hennes son tillsammans med Enlil och Ninazu hennes son med Gugalanna. Gugalanna är Ereshkigals förste make, i senare tider är Nergal hennes gemål. Belit-Sheri figurerar som hennes officiella skrivare i Gilgamesheposet.

## Funktion
Namnet Ereshkigal betyder "skörden av den stora jorden" och länkar vårens spannmålsskörd till insamlingen av de döda. Till skillnad från sin gemål Nergal har Ereshkigal ett distinkt dubbelt förhållande till döden. Hon är dödsgudinna men är också associerad med födelsen, hon betraktas som både jordemoder och oskuld. I de dödas rike regerade Ereshkigal från sitt palats, hon höll ett öga på lagbrytare och vakade över livets källa så att ingen av hennes undersåtar kunde ta den och på det sättet undkomma hennes styre. Hennes krafter sträckte sig också till jorden där hon befriade sjuka från besatthet orsakad av onda andar genom magiska ceremonier.
I dikten Ur-Nammas död är Ereškigal en av de som får ta emot gåvor från Ur-Namma som nyligen anlänt till underjorden. I myten om Nergal och Ereshkigal regerar Ereshkigal ensam i underjorden dit Nergal skickas för att be om ursäkt för att ha kränkt Namtar, Ereshkigals visir. Väl där blir han förförd av Ereshkigal men lyckas lura sig till en väg ut ur dödsriket, vilket även var känt som "landet utan återvändo". Ereshkigal blir utom sig av sorg över att ha förlorat sin älskare och låter till slut hämta tillbaka honom till henne. Därefter härskar de över underjorden tillsammans.
Den mest kända berättelsen Ereshkigal ingår i är dock den om Inannas nedstigning i underjorden. I ett försök att överta Ereshkigals makt över de döda gav sig Inanna ned i underjorden under förevändningen att delta i begravningen av Gugalanna, Ereshkigal anade dock vad som var på väg att hända och lät stänga de sju portarna till underjorden. För att släppas igenom var hon tvungen att ge upp en del av sin klädnad, varje del symboliserade en aspekt av hennes gudomliga kraft. Till slut kom hon fram till Ereshkigals palats, där försökte hon ta Ereshkigals tron, men Annunaki såg vad som hände och dömde Inanna till döden och hängde hennes lik på en krok. Inanna hade dock instruerat sin budbärare Ninshubur att hämta hjälp om hon inte återvänt inom tre dagar. Enki gav honom hjälp att hämta tillbaka Inanna, dock mot att hon lät andra ta hennes plats. I en senare variant av berättelsen släpper Ereshkigal Inanna fri i utbyte mot färskvatten.

## Kult
Med få undantag hade Ereshkigal ingen kult i Mesopotamien och som ett resultat av detta påträffas hon sällan utanför litteraturen. Inskriptioner bekräftar dock att tempel till henne funnits i Kutha, Assur och Umma. Hennes samregering med Nergal börjar under den gammal-babyloniska perioden (1830 – 1531 f.Kr.). Under det första årtusendet f.Kr. återuppbyggdes hennes tempel i Kutha av Nebukadnessar II.

## I populärkulturen
Bossen Ereshkigal i spelet Lightning Returns: Final Fantasy XIII till Playstation 3 är uppkallad efter gudinnan.